# الديه (قرية)
قرية الديْه بتسكين الياء، قرية من قرى البحرين تقع في المنطقة الشمالية على خط شارع البديع. من الجنوب تحدها قرية جدحفص، ومن الشرق فتحدها قرية السنابس، ومن شمالها الغربي قرية كرباباد، كانت سابقا قرية ساحلية يحدها البحر من الشمال، وهي تبعد عن العاصمة المنامة حوالي 3 كيلومترات.

## تسميتها
اسمها الدَّيه بتشديد الدال بالفتح وتسكين الياء والهاء وهي كلمة عامية ولربما يُقصد بها الدِّيَّة والتي تعني بالفصحى الفدية فقد كانت هذه القرية الساحليه ساحة يجتمع فيها خصوم الدم لحل الخلافات ودفع الفدية واشهاد الناس على ذلك.

## حرف أهلها قديماً
بما أن قرية الدية ساحلية، فقد امتهن معظم سكانها البحر منذ القديم، فقد اشتغل أهلها بالغوص لصيد اللؤلؤ، فكان فيهم النواخدة والغواصين والنهامين، وبعد ضعف مهنة صيد اللؤلؤ توجه الكثير من أهالي القرية لصيد السمك بينما توجه آخرون للعمل في صناعة النفط، ونستطيع أن نقول أن مهنة البحر هي المهنة الأصلية في القرية.
أما المهنة الثانية فهي الزراعة، فقد كانت البساتين والمروج والنخيل والعيون تحيط بقرية الدية من جهتيها الغربية والشرقية، لذا امتهن الكثير من أفراد القرية الزراعة كمصدر رزق. وهناك مهن الحمالة والبناء والخياطة، وقد تميزت القرية بهذه المهنة الأخيرة أكثر من غيرها من القرى؛ فهناك خمس عائلات تقريباً ممن عملوا بها، لكن جميع هذه العائلات لم تتوارث هذه المهنة فضاعت من الأبناء، فهذه هي المهن الرئيسية القديمة التي اشتهر بها أهل هده القرية.
قرية الدية وهو الاسم الذي اشتهرت به إلا من حيث حملت قبل ذلك أسماء أخرى نستطيع أن نراها على بعض الخرائط القديمة الموجودة في متحف البحرين الوطني وأهمها ((الفلاة)) و((أبو زيلة)) والبعض ربطها بالمنطقة الساحلية من القرية التي كانت تعرف ب((البدعة))والتي كانت مصيفاً لبعض حكام البلاد وبعض أهالي المحرق فكان يطلق عليها هذا الاسم.

## السمات الاجتماعية
هذه القرية الوادعة التي تقع على الساحل الشمالي للبحرين غير بعيدة عن العاصمة المنامة، حيث لا تفصلها عنها سوى ثلاثة كيلو مترات، والتي كانت تحيطها البساتين الغناء من ثلاث جهات والبحر بزرقته من الجهة الرابعة ((الشمال))، هذه البيئة الفنية التي جعلت من أبناء الدية رجالاً عاملين في زراعة الأرض أو في الصيد البحري سمكاً كان أو لؤلؤاً أو حجارة كانت تقطع من الفشوف في عرض البحر؛ لقد كان لهذه البيئة أثر كبير في ربط أبناء الدية بعضهم ببعض واندماجهم في شغلهم وفراغهم، إضافة إلى ما يربطهم من روابط القرية والنسب، ما جعلهم يداً واحدة وقلباً واحداً في هذا الجو الملئ بالود. 
كان الأهالي يشيدون بيوتهم من سعف النخيل كما كانوا يشيدون مصائد السمك ((الحضور)) أو يصنعون سفنهم ((الخشب)) بأسلوب ((الفزعة))، حيث يتنادى الأهالي لهذه الأعمال طوعاً كما كانوا يتنادون بسرعة في أفراح القرية ومناسباتها وأحزانها، ولا يتخلف أحد منهم عن هذه المناسبات، وفي نفس الوقت كان أهلها يهرعون لمساعدة من يقع منهم في مشكلة سواء كانت المساعدة المطلوبة مادية أو معنوية ويتحسسون ذلك قبل السؤال في أغلب الأحيان.
وفي الستينات افتتح نادٍ لأبناء القرية، وقد تميّز بالأنشطة الاجتماعية سيما في بداية تأسيسه، حيث أقام محاضرات وندوات دينية ورياضية وتعليمية وثقافية كان لها أثر كبير في رفع مستوى أبناء الدية وتقدمهم، وكان الإنجاز الأفضل الذي حققه على الصعيد الرياضي الفوز بدوري كرة اليد. 
كما كان له أثر في بناء البيوت وترميم وصيانة المساجد والمآتم ومساعدة المحتاجين. وحين اتيحت الفرصة لافتتاح الصناديق الخيرية كانت الدية من أولى المناطق التي تقدمت للحصول على إجازة لإنشاء صندوق خيري، وكان لها ما أرادت أولاً من قبل المؤسسة العامة للشباب والرياضة، ثم من قبل وزارة العمل والشؤون الاجتماعية التي وضعت الصناديق تحت إشرافها في مارس عام 1992 م. 
والآن يضرب أبناء القرية مثلاً طيباً في العمل الخيري والتطوعي سواء من خلال الأعمال الفردية أو الجماعية التي لا يعلن عنها بل يفضل أصحابها عدم إفشائها رغبة في رضا الله وثوابه.
ومن أشهر رجالات القرية في المجال الديني الشيخ محمد علي العكري والشيح حسن الباقري والشيخ أحمد أبو العيش، ومن أشهر رجالات القرية في المجال الأدبي الشاعر يوسف حسن.